# 中島博之
中島 博之（なかじま ひろゆき）は、日本の弁護士。第二東京弁護士会所属。

## 来歴・人物
2007年中央大学法学部卒業。2010年神戸大学法科大学院修了。
衆議院議員秘書を経て（政策担当秘書資格所持）、2011年に弁護士登録。
IT関係や著作権侵害事件を多数扱う。弁護士としてだけではなく、当事者として著作権侵害と対決できると考え、2021年8月より原作者として『弁護士・亜蘭陸法は漫画家になりたい』をコミックアプリ「マンガワン」で連載中。
2022年7月、巨大海賊版サイト「漫画BANK」の運営者が中国で摘発された。この摘発に貢献したデジタルGメンの1人としてNHK『クローズアップ現代』に登場した。
東宝や東映などの映画会社13社の代理人として、ファスト映画投稿者への損害賠償訴訟を提起した際、「映画は多くの人がお金と時間を掛けて作る総合芸術。ファスト映画は作り手の意図を無視し、映画を切り刻んでお金儲けをする行為であることが問題。特にコロナ禍で映画産業が苦しいときにそのようなことを行ったということもあり、厳しい目が向けられている。『需要があるから公式がやるべき』という声もあるが、（YouTubeで）1再生0.1円だとしたら、1億円稼ぐには10億回の再生が必要になりマネタイズできない。だからこそ公式が作るダイジェスト版や『5分でわかる◯◯』のように、権利者の意思にもとづいて権利物が利用されることが重要。創作の苦労をしてない人がタダ乗りして儲けていいものではない」と主張した。
2023年3月、日本政府が同分野で初めて主催する「ゲーム実況・配信に関する著作権セミナー」の講師を務め、ゲーム実況・配信において重要なことは法律やルールを守ることに加え、ゲームへの愛だと話した。
2023年5月、国内初のYouTube上での違法なゲーム配信に関する逮捕・摘発に協力し、「ゲーム実況・配信はゲームというコンテンツがあって初めてできるもの。そのコンテンツを作るまでには多くの方の努力、時間、制作費がかかっている。ルールを守り、ゲームへの愛を持って実況・配信を行うことが重要だ」と話した。
また、NHKニュースでは「“ゲーム実況”ということばが一般的になったので、著作権がゲーム会社に帰属していることを忘れがちな現状がある。時間とお金をかけて作った会社側がどう思うか、ガイドラインが設けられている意味を考え、投稿する前には著作権を侵害していないか確認することが重要だ」と指摘した。
出版5社海賊版対策会議をはじめとする出版社からの依頼を受けたCODAと共に漫画の違法なリーチサイト「13DL」に対し、米国で情報開示命令を取得するなどした結果、同サイトの閉鎖に貢献した。

## 主要取扱事件
- 2018年4月、違法な漫画配信サイト（漫画村）により違法アップロード被害を受けた漫画家の代理人弁護士として、漫画村にサーバ提供を行っていたCloudFlare社に対し、漫画村に関する情報開示を求めて東京地裁に提訴した。その後、同社は訴訟外で通信ログなどを開示した結果、漫画村の運営者を特定するに至った[9]。
- 2021年6月、ファスト映画の投稿について著作権法違反で初めて3名が逮捕された。ファスト映画投稿者を米国手続で開示手続を行うことで特定し、摘発に貢献した[10]。
- 2022年2月1日、集英社、小学館、講談社、KADOKAWAの4社の弁護団の一員として、Cloudflare社に対し、海賊版コンテンツの公衆送信・複製の差し止めおよび、損害賠償（4億6000万円）を求める訴訟を東京地方裁判所に提訴した[11]。
- 2022年2月3日、キャラクターのセリフや漫画のコマに描かれている情景など、漫画の全内容をそのまま抜き出す「ネタバレサイト」運営者の摘発に小学館側の弁護士として協力。前年の2021年3月には漫画の文字の抜出行為が著作権侵害にあたるとの判決を得る[12]。漫画のリーチサイト運営者の書類送検に小学館側の代理人として協力。リーチサイトの情報開示を求める仮処分を大阪地方裁判所に申請後、運営者のIPアドレスを警視庁に提供するなどした結果、2月3日に運営者が送検された[13]。
- 2022年11月、CODA、集英社に協力し、海賊版サイトに広告を出稿しているスペインの広告企業に、スペインの法律事務所と共に出稿の停止を要求。要求にあった27サイトすべての契約解除が行われ、広告企業は以後は知的財産権を侵害する者に対するサービス提供や契約をしないことを約束した[14]。
- 2022年11月17日、東宝や東映など映画会社13社の代理人としてファスト映画投稿者への損害賠償請求訴訟を行った事件で、総額5億円の賠償を命じる判決を得た[15]。

## メディア出演
- AbemaPrime（AbemaTV）
- おはよう日本（NHK）
- ニュース7（NHK）
- ニュースウオッチ9（NHK）
- ロクいち!福岡（NHK）
- てれまさむね（NHK）
- じっくり聞いタロウ（テレビ東京）